# Romario Moise
Romario Florin Moise (Ploiești, 21 settembre 1995) è un calciatore rumeno, centrocampista del Ceahlăul.

## Carriera
Ha giocato nella massima serie rumena.

## Palmarès

### Club

#### Competizioni nazionali
- Campionato rumeno: 1

Astra Giurgiu: 2015-2016
- Supercoppa di Romania: 1

Astra Giurgiu: 2016